# 앵글리시즘
앵글리시즘(Anglicism)은 다른 언어에 도입된 영어를 말하며, 일반적으로 영어권에서는 사용되지 않은 단어나 어구를 말한다.
20세기와 21세기에 앵글로폰 미디어의 부상과 영국과 미국 문화의 세계적인 확산으로 많은 영어 용어가 다른 언어로 널리 퍼졌다. 인터넷 및 컴퓨터와 같은 기술 관련 영어 단어는 기존 단어가 없기 때문에 전 세계적으로 널리 퍼져 있다. 영어 단어는 때때로 축어적으로 수입되고 때로는 영어화와 유사한 과정에서 수입 언어에 맞게 조정된다. 라틴어가 아닌 알파벳을 사용하는 언어에서는 이러한 차용 단어를 라틴 알파벳으로 작성할 수 있으므로 스크립트가 혼합된 텍스트가 생성된다. 다른 경우에는 음역된다. 영어 및 기타 외국어를 일본어로 음역할 때는 일반적으로 가타카나 문자를 사용한다.
일부 국가에서는 그러한 영어화가 상대적으로 온건한 것으로 간주되며 영어 단어의 사용이 시크한 측면을 가질 수도 있다. 일본에서는 국내 시장을 위한 마케팅 제품에 영어 또는 유사 영어 브랜드 이름과 슬로건을 사용하는 경우가 많다. 다른 나라에서는 영어화가 훨씬 더 부정적으로 보이며, 공익 단체와 정부는 추세를 역전시키려는 노력을 기울이고 있다.
앵글리시즘(Anglicism)이라는 단어가 잉글리시(English)라는 단어에 뿌리를 두고 있지만 그 과정이 반드시 잉글랜드의 앵글리시즘을 의미하지는 않는다는 점에 유의하는 것도 중요하다. 또한 모든 종류의 영어에서 온 용어나 단어를 포함할 수 있으므로 미국에서 유래한 외래어에 대해 아메리카니즘(Americanism)이라는 용어를 사용해야 한다.

## 같이 보기
- 번역차용
- 외래어
- 엉터리 영어